# Penne, Tarn
 Penne là một xã thuộc tỉnh Tarn trong vùng Occitanie ở phía nam nước Pháp. Xã này nằm ở khu vực có độ cao trung bình 114 mét trên mực nước biển.

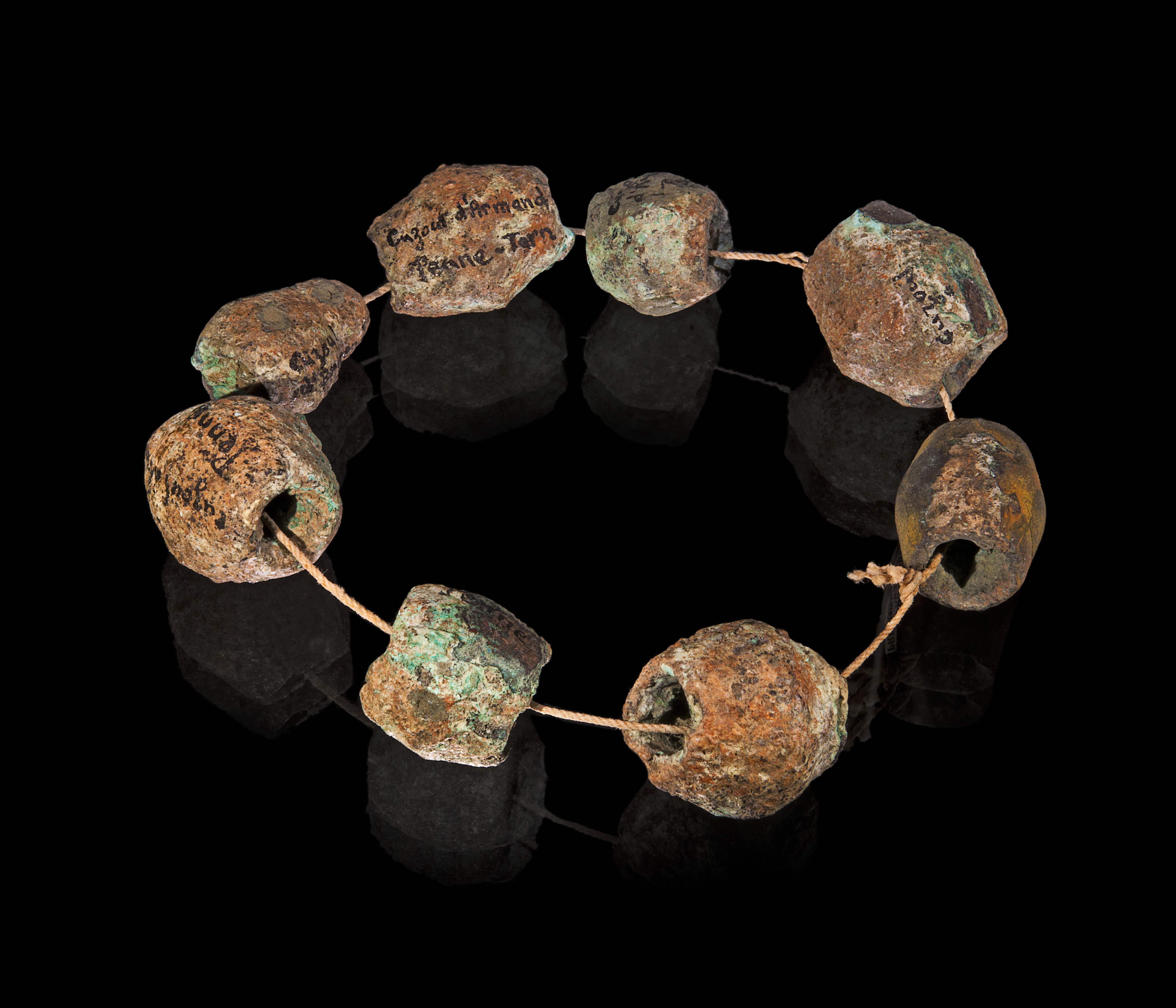
Parure en bronze de Penne (Tarn) - Muséum de Toulouse